# Xantheurytoma flava
Xantheurytoma flava är en stekelart som beskrevs av Peter Cameron 1912.
Xantheurytoma flava ingår i släktet Xantheurytoma och familjen puppglanssteklar. Inga underarter finns listade i Catalogue of Life.